# Sporting Praia
Sporting Clube da Praia (wym. [ˈspɔɾtĩɡ ˈklub(ɨ) dɐ ˈpɾajɐ]) – klub sportowy z Republiki Zielonego Przylądka, mający siedzibę w stolicy kraju Praia. Znany przede wszystkim z utytułowanej sekcji piłkarskiej.

## Historia
Chronologia nazw:
- 1929: Sporting Clube da Praia

Klub sportowy Sporting Clube da Praia został założony w mieście Praia 2 grudnia 1929 roku, jako 20. filia lizbońskiego Sporting Clube de Portugal. Od klubu macierzystego Sporting Praia przejął herb (lew na zielonej tarczy), zielono-białe barwy oraz pasiaste stroje. Swoje mecze rozgrywa na ośmiotysięcznym Estádio da Várzea.
Sporting występuje w grupie południowej ligi wyspy Santiago, której zwycięzca walczy następnie o tytuł mistrzowski z triumfatorami lig pozostałych wysp.

## Sukcesy

### Trofea krajowe
| \| \| Zdobyte trofea w rozgrywkach Republiki Zielonego Przylądka (stan na: 31-12-2017) \| |                                                                                  |      |                                                                              |
| Rozgrywki                                                                                 | Osiągnięcie                                                                      | Razy | Sezon(y)                                                                     |
| Mistrzostwo                                                                               | I miejsce                                                                        | 13   | 1961, 1969, 1974, 1985, 1991, 1997, 2002, 2006, 2007, 2008, 2009, 2012, 2017 |
| Mistrzostwo                                                                               | II miejsce                                                                       | 0    |                                                                              |
| Mistrzostwo                                                                               | III miejsce                                                                      | 0    |                                                                              |
| Puchar                                                                                    | zdobywca                                                                         | 0    |                                                                              |
| Puchar                                                                                    | finalista                                                                        | 0    |                                                                              |
| Superpuchar                                                                               | zdobywca                                                                         | 1    | 2013                                                                         |
| Superpuchar                                                                               | finalista                                                                        |      |                                                                              |
| Republika Zielonego Przylądka                                                             | Zdobyte trofea w rozgrywkach Republiki Zielonego Przylądka (stan na: 31-12-2017) |      |                                                                              |

- Mistrzostwa wyspy Santiago[5]
  - Liga Insular do Santiago (3): 2007, 2008, 2002
  - Liga Insular do Santiago – grupa południowa (10): 2002, 2005, 2006, 2007, 2008, 2010, 2012, 2013, 2014, 2017
  - Torneio Inicial (3): 2001/02, 2004, 2005
  - Taça da Praia (1): 2014
  - Super Taça da Praia: (1): 2013

## Występy w rozgrywkachCAF
- Afrykańska Liga Mistrzów: 5 występ

1992: pierwsza runda
 ASC Port Autonome (Dakar) – Sporting Clube da Praia 0–0, 0–0 (1–3)
Sporting Clube da Praia –  Club Africain 0–0, 1–3
2000 – runda eliminacyjna
Sporting Clube da Praia –  AS Tempête Mocaf 2–3, 0–1
2007 - runda eliminacyjna
 Fello Star – Sporting Clube da Praia 1–0, – -
2008 - pierwsza runda
 FAR Rabat – Sporting Clube da Praia 3–0, 0-3 (4:5)
Sporting Clube da Praia –  Inter Luanda 2–1, 0–1
2009 - runda eliminacyjna
 FAR Rabat – Sporting Clube da Praia 6–0, 0–1
- Afrykański Puchar Zdobywców Pucharów: 1 występy

2001 - runda eliminacyjna
 Gazelle FC – Sporting Clube da Praia 5–2, – -

## Stadion

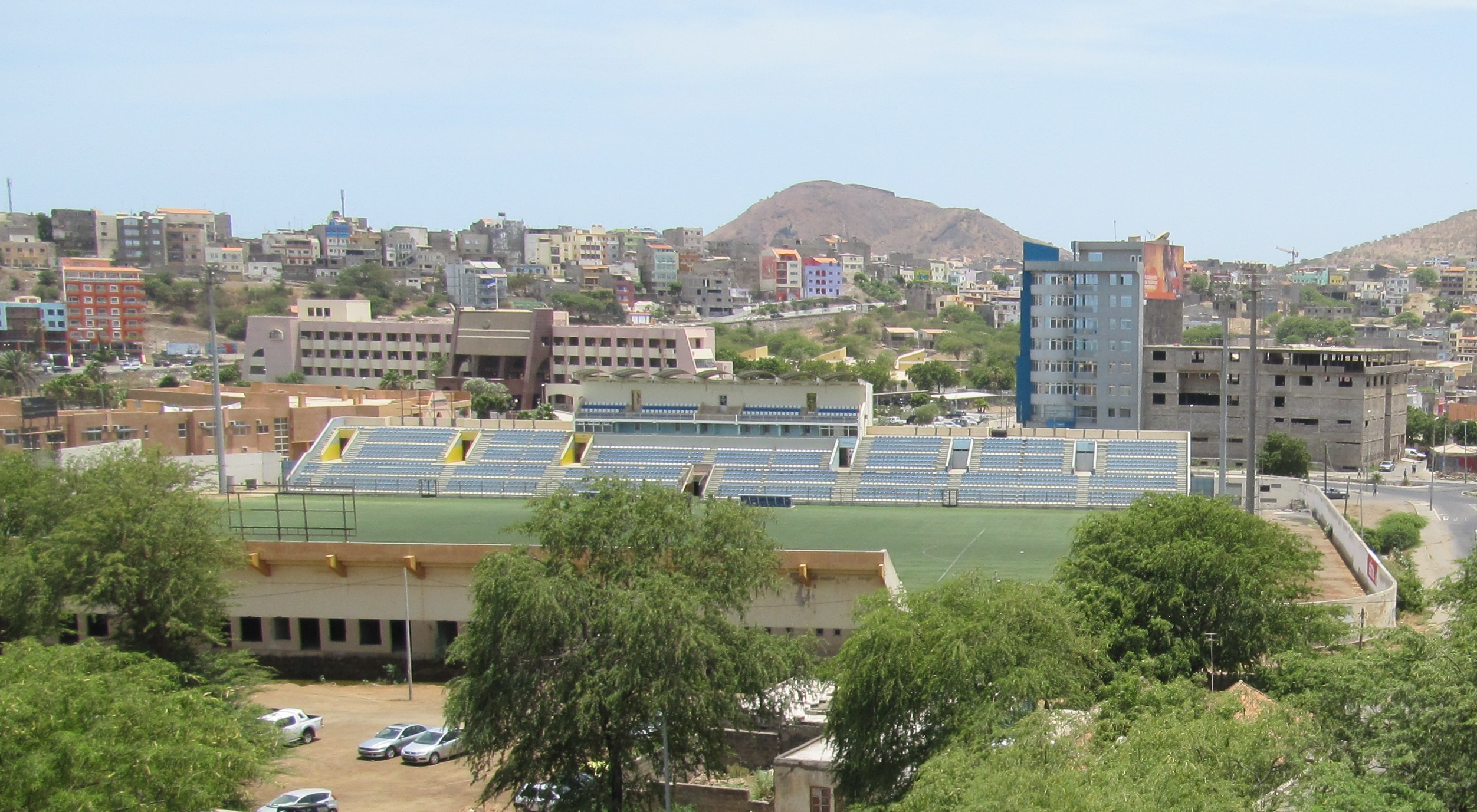
Estádio da Várzea

Klub rozgrywa swoje mecze domowe na stadionie  Estádio da Várzea w Praia, który może pomieścić 8,000 widzów.

### Znani zawodnicy
Na niniejszej liście znajdują się uczestnicy Pucharu Narodów Afryki występujący w przeszłości w Sportingu Praia.
- Babanco
- Caló, 1998, 2011 (no. 11)
- Fock
- Pecks
- Platini
- Ronny